# فیلم ترسناک ۵
فیلم ترسناک ۵ (به انگلیسی: Scary Movie 5) یک فیلم کمدی نقیضه‌ای محصول سال ۲۰۱۳ کشور ایالات متحده آمریکا، و پنجمین قسمت از سری فیلم‌های فیلم ترسناک است. این فیلم به نویسندگی دیوید زاکر و پت پرافت و کارگردانی مالکوم دی. لی در تاریخ ۱۲ آوریل ۲۰۱۳ اکران شده است. در این فیلم بازیگرانی همچون اشلی تیزدیل، سایمون رکس، اریکا اش، کاترینا بودن، تری کروس، مالی شنون، جری اوکانل، هتر لاکلیر، چارلی شین، لیندزی لوهان، کیت والش و کت ویلیامز ایفای نقش می‌کنند.
موضوع فیلم به‌طور قابل توجهی نقیضه‌ای از فیلم‌های فعالیت فراطبیعی، قوی سیاه، ماما و ظهور سیاره میمون‌ها می‌باشد، و فیلم‌های دیگری که حضور کمرنگ‌تری دارند شامل شوم، تلقین، کلبه‌ای در جنگل و خدمتکاران هستند.
فیلم ترسناک ۵ اولین و تنها نسخه‌ای در این سری به‌شمار می‌رود که شخصیت‌های سیندی کمپل با بازی آنا فاریس و برندا میکس با بازی رجینا هال در آن حضور ندارند.
فیلم ترسناک ۵ توسط شرکت دایمنشن فیلمز در ۱۲ آوریل ۲۰۱۳ اکران شد. فیلم با واکنش‌های منفی از سوی منتقدان همراه بود و ۷۸٬۴ میلیون دلار در سراسر جهان فروش کرد در حالی که ۲۰ میلیون دلار بودجه ساخت آن بوده است، و با وجود موفقیت در گیشه، کم‌فروش‌ترین فیلم در سری فیلم ترسناک محسوب می‌شود.

## داستان
چارلی شین و لیندزی لوهان تصمیم می‌گیرند یک نوار جنسی با بیش از ۲۰ دوربین در اتاق او ضبط کنند. آن‌ها انواع حرکات عجیب در اتاق‌خواب را انجام می‌دهند، از جمله ژیمناستیک، اسب‌سواری، و پریدن دلقک‌ها به داخل اتاق. در میانهٔ این صحنه‌ها، نیرویی ماورایی، شین را به هوا می‌کشد و به در و دیوار و قفسه‌ها می‌کوبد تا دوباره به تخت پرت شود. لوهان که ترسیده، قصد رفتن می‌کند، اما ناگهان او نیز به هوا بلند شده و پس از تسخیر شدن، شین را به‌سوی دوربین پرتاب می‌کند و باعث مرگ او می‌شود. متن روی صفحه می‌گوید جسد شین همان روز پیدا شد، اما تا چند روز بعد نیز به مهمانی رفتن ادامه داد. سه فرزند او ناپدید شدند، لوهان دوباره بازداشت شد، و برای پیدا کردن بچه‌ها جایزه تعیین گردید.
چند ماه بعد، «جامارکوس» و «دی‌آندره» در جنگل‌های هامبولت، کالیفرنیا در جست‌وجوی ماری‌جوآنا برای دزدیدن هستند. سپس در کلبه‌ای در جنگل پنهان می‌شوند. در آن‌جا با سه موجود عجیب روبه‌رو می‌شوند که بعداً مشخص می‌شود فرزندان گمشدهٔ شین هستند. آن‌ها بچه‌ها را تحویل می‌دهند و جایزه را می‌گیرند. این کودکان وحشی برای چند ماه در مرکز تحقیقات رشد کودکان به‌صورت ایزوله نگهداری می‌شوند تا اینکه صلاحیت بازگشت به خانواده را پیدا می‌کنند.
برادر شین، «دن سندرز» و همسرش «جودی» برای گرفتن حضانت آن‌ها می‌آیند. به آن‌ها گفته می‌شود تنها در صورتی می‌توانند بچه‌ها را ببرند که در خانه‌ای بزرگ در حومه شهر با دوربین‌های امنیتی اقامت داشته باشند. جودی ابتدا تردید دارد، اما کم‌کم با شرایط خو می‌گیرد. برای ایجاد رابطه با کودکان جدید، جودی برای اجرای رقص بالهٔ دریاچه قو تست می‌دهد و نقش اصلی، ملکهٔ قوها را دریافت می‌کند.
در این میان، مجموعه‌ای از فعالیت‌های فراطبیعی در خانهٔ جدید آن‌ها باعث می‌شود خانواده به تحقیق بپردازند. آن‌ها از بچه‌ها می‌فهمند که مهاجم اصلی خانه «ماما» است، مادر واقعی بچه‌ها که تحت یک نفرین است و می‌خواهد خود و بچه‌ها را قربانی کند. «ماریا»، خدمتکار خانه و زن اسپانیایی‌زبان، از این وضعیت ترسیده و به‌شکل مداوم آیین‌های مذهبی مختلف، از جمله کاتولیک، را برای دور کردن ارواح انجام می‌دهد.
در طول روز، دن که در یک مرکز پژوهش دربارهٔ هوش میمون‌ها کار می‌کند، از پیشرفت کند آزمودنی‌هایش ناامید است. با این حال، نمی‌فهمد که یکی از شامپانزه‌ها به نام سزار، حالا بسیار باهوش‌تر از اوست. شبی، فیلتر استخر دیگران را به مهمانی دعوت می‌کند. صبح، ماریا با دیدن به‌هم‌ریختگی استخر، دوباره آیین‌هایی اجرا می‌کند و دن او را اخراج می‌کند. چون دن زبان اسپانیایی ماریا را نمی‌فهمد، دعوای آن‌ها باعث می‌شود که تمام میمون‌های آزمایشگاه آزاد شوند.
جودی و دن، با کمک دوست نزدیک جودی، «کندرا بروکس» که در کلاس باله با او آشنا شده، باید راهی برای از بین بردن نفرین و نجات خانواده بیابند. آن‌ها کمک خواهان دو فرد می‌شوند: روانی جعلی به نام بلین فولدا از فیلم توطئه‌آمیز، و خواب‌ربای دام کولب از فیلم تلقین. کولب به آن‌ها کمک می‌کند تا بفهمند کلید حل مشکل‌شان در کتاب اسرارآمیز کتاب شر نهفته است.
با این حال، جودی و کندرا متوجه قدرت واقعی کتاب نمی‌شوند و با خواندن دو بخش از آن، ویرانی به بار می‌آورند: یکی از عبارات «کلاتو بارادا نیکتو» شیاطین را آزاد می‌کند، و عبارت دیگر نفرین را از بین می‌برد. وقتی «مامان» بچه‌ها را به بالای صخره‌ای می‌برد تا قربانی‌شان کند، جودی نمی‌تواند با کمک کتاب نفرین را بشکند، اما موفق می‌شود روح خبیث را به درون استخر «جامارکوس» و «دی‌آندره» پرت کند، جایی که یک کوسه او را می‌بلعد.
جودی درمی‌یابد که عشق به فرزندان‌خوانده‌اش برایش کافی‌ست و نقش ملکهٔ قوها را به کندرا واگذار می‌کند. کندرا این نقش را به سبک رقصندهٔ برهنه اجرا می‌کند. جمعیت با شور و هیجان تشویق می‌کند، از جمله جودی، دن، بچه‌ها، خانوادهٔ کندرا و مادیا. راوی فیلم مشخص می‌شود که سزار است. او به مخاطب می‌گوید از زمان روی زمین لذت ببرید، چرا که روزی میمون‌ها زمین را تصرف خواهند کرد.
در صحنهٔ پس از تیتراژ، شین بیدار می‌شود و می‌فهمد که همهٔ وقایع یک رؤیا بوده‌اند. پس از آنکه کولب به او می‌گوید قرار است با لوهان بخوابد، ناگهان یک ماشین به داخل اتاق برخورد می‌کند و شین کشته می‌شود. راننده لوهان است که پیاده می‌شود، کلیدها را به‌سمت کولب پرت می‌کند و می‌گوید: «تو راننده بودی!»